# 磱碡坑
磱碡坑，是臺灣高雄市旗山區的一個傳統地域名稱，位於該區南部。相較於今日行政區，其範圍大致包括新光里、中寮里、南勝里。

## 歷史
台灣日治初期，磱碡坑地區為一街庄，稱為「磱碡坑庄」，隸屬於羅漢外門里。該庄昔日東隔楠梓仙溪與瀰力肚庄、三張廍庄相望，南與溪埔庄為鄰，西邊為深水庄、千秋藔庄、水蛙潭庄、田藔庄、南安老庄，北邊為溪州庄。
1901年（日治明治三十四年）11月，全台設置二十廳，該庄隸屬於蕃薯藔廳。1903年（明治三十六年）6月，該庄編入「溪州區」，隸屬於蕃薯藔廳。1909年（明治四十二年）10月，合併二十廳為十二廳，溪州區改隸屬於阿緱廳。1920年（大正九年），廢十二廳改設五州二廳，該庄改制為「磱碡坑」大字，隸屬於高雄州旗山郡旗山街。
戰後旗山街改制為旗山鎮，隸屬於高雄縣，大字亦改制為地段，稱「磱碡坑段」，現仍沿用。而日治時期磱碡坑下有二保，戰後分為二里新光、南勝。1950年10月，高、屏分治，旗山鎮仍隸屬於高雄縣。1953年南勝里再分出中寮里。2010年12月，高雄縣市合併為新直轄市高雄市，旗山鎮改制為旗山區。

## 交通
國道3號又稱「福爾摩沙高速公路」，是貫穿台灣西部的兩條縱向高速公路之一，大致先以北北西－南南東走向轉縱向經過磱碡坑地區西部邊界地帶，再以西北—東南走向蜿蜒經過本地區西南部邊界地帶。境內未設交流道，西北側最近的一般交流道是省道台28線交會口的田寮交流道，東南側最近的是省道台3線交會口的九如交流道，由此等進入可快速前往台灣西部各地。
國道10號又稱「高雄支線」或「高雄環線」，是左營至旗山的高速公路，大致以西南—東北走向轉橫向經過本地區中部偏南地帶，在境內東部偏南省道台29線路口設有向西單向進出的嶺口交流道，由此向西可前往西部邊界外不遠處的燕巢系統交流道轉至國道3號，亦可續行以前往燕巢、仁武、左營等地。
省道台29線是那瑪夏達卡努瓦至林園汕尾的幹道，也是楠梓仙溪流域的主要連絡道路，大致以縱向經過磱碡坑地區東部沿溪地帶，向北可前往杉林、甲仙、那瑪夏等地，向南可前往大樹、大寮、林園等地。
省道台22線俗稱「旗楠公路」，是楠梓至高樹的幹道，大致以東西向轉東南—西北走向經過本地區南部邊界地帶，向東可前往里港、高樹並止於省道台27線路口，向西北轉西南可前往深水、鳳山厝、楠梓並止於省道台1線路口。
糖業鐵路旗尾線曾在本地設有磱碡坑車站，1910年8月20日開業，廢止於1978年。

## 學校
- 大洲國中
- 嶺口國小